# 스타페이지엔터테인먼트컴퍼니
(주)스타페이지 엔터테인먼트 컴퍼니(STAR PAGE Entertainment, 약칭: 스타페이지 엔터테인먼트)는 대한민국에 본사를 둔 연예기획사이다. 2011년 소속배우 이태란,안길강으로 스타페이지로 창립했다. 현재 배우 이태란, 안길강, 김하린, 데니스오가 소속되어 있다. 본사는 서울특별시 강남구 역삼동에 있으며, 한국에 본사를 두고 중국연예기획에도 진출하여 영화, 드라마, 광고 등의 제작과 캐스팅 업무도 하고 있다.

## 역사
2011년 ‘스타페이지’라는 이름으로 설립되어 2016년 6월 이전.
현재 본사를 서울 강남구 강남대로162길 30 모션온빌딩 3층으로이전 하였다.

## 사업
연예기획사를 주사업으로 한국과 중국에서 매니지먼트 업무를 하고 있으며, 한국과 중국에서 영화·드라마 제작을 하고 있다.

## 소속 연예인
- 이태란

## 탈퇴 연예인
- 오세정

## 같이 보기
- 이태란
- 안길강
- 김하린
- 데니스오
- 오세정